# Mercedes enriqueñas
Las mercedes enriqueñas fueron una serie mercedes, esto es, de concesiones de tierras, títulos, rentas y privilegios que Enrique II de Trastámara, conocido como el de las Mercedes, otorgó a sus aliados como recompensa por el apoyo recibido durante la guerra civil castellana entre 1351 y 1369 contra su hermanastro Pedro I de Castilla. Estas concesiones fueron un instrumento político clave para consolidar el poder de Enrique II tras su victoria y para asegurar la lealtad de la nobleza que le había respaldado y marcaron el inicio de la dinastía Trastámara en Castilla.

## Contexto histórico

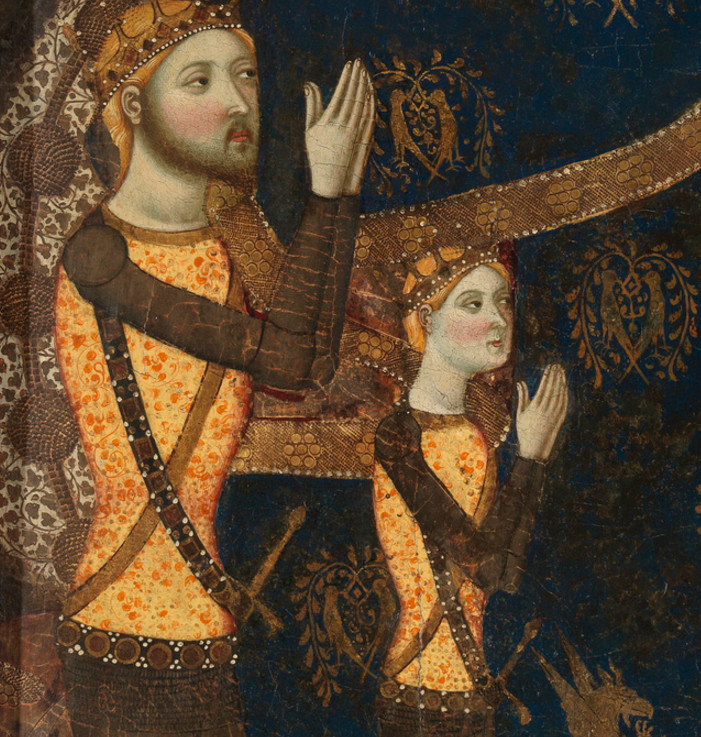
Enrique de Trastámara retratado en vida por Jaume Serra

Durante la segunda mitad del siglo XIV, la Corona de Castilla atravesaba un periodo de inestabilidad política y social. Pedro I, conocido como "el Cruel" por sus enemigos y "el Justiciero" por sus partidarios, gobernaba con una política autoritaria que enfrentó a buena parte de la nobleza. Su hermanastro Enrique de Trastámara lideró la oposición nobiliaria y, con el apoyo de la nobleza descontenta, Francia y la Corona de Aragón, inició una guerra civil para arrebatarle el trono.
Tras la muerte de Pedro I en la batalla de Montiel en 1369, Enrique II accedió al trono, pero para mantener su poder tuvo que recompensar a los nobles que le habían ayudado. Así nacieron las mercedes enriqueñas: un vasto sistema de donaciones que cambió profundamente la estructura socioeconómica de Castilla.

## Naturaleza de las mercedes enriqueñas
Las mercedes no fueron simples gestos de gratitud, sino una reconfiguración del sistema feudal castellano. Se materializaron en:
- Entregas de señoríos: Grandes extensiones de tierras pasaron a manos de familias nobles.
- Concesión de títulos nobiliarios: muchos aliados fueron elevados a condes, marqueses o duques.
- Cesión de derechos jurisdiccionales: Se les otorgaba el derecho a administrar justicia y cobrar impuestos en sus territorios.
- Encomiendas de órdenes militares: algunos nobles fueron nombrados maestres o comendadores de poderosas órdenes como la de Santiago, Calatrava o Alcántara.

## Principales beneficiarios
| Persona                               | Merced | Parentesco | Comentarios |
| ------------------------------------- | --- | --- | --- |
| Juana Alfonso de Castilla             | Señora de Paredes de Nava, Medina de Rioseco y Tordehumos (1376) | Hija de Alfonso XI de Castilla y hermana de Enrique II de Castilla | Casada en segundas nupcias con Felipe de Castro, tataranieto de Fernán Sánchez de Castro y descendiente por línea ilegítima de Jaime I de Aragón.                                      |
| Sancho de Castilla                    | Conde de Alburquerque, señor de Ledesma, Haro, Alba de Liste, Briones, Belorado, Cerezo, Medellín, Tiedra y Montalbán (1366 o 1373) | Hijo de Alfonso XI de Castilla y hermano de Enrique II de Castilla | |
| Juan de Abendaño                      | Señor de Villarreal de Álava (1371) | | |
| Pedro Ruiz Manrique de Lara y Leyva   | Señor de Treviño (1366) | Hijo de Garci II Fernández Manrique de Lara | Señor de Amusco por herencia familiar. |
| Gómez Manrique                        | Señor de Requena, Santa Gadea y Frómista (1366) | Hijo ilegítimo de Pedro Ruiz Manrique de Lara y Leyva. | |
| Diego Gómez Manrique de Lara          | Señor de Ocón (1379) | Hijo de Garci II Fernández Manrique de Lara | Heredó de su hermano el Señorío de Amusco y de Treviño. Repostero mayor del infante heredero Juan.                                                                                     |
| Diego Gómez Sarmiento                 | Señor de Añastro (1369), Labastida y Salinillas de Buradón (1370), Salinas de Añana (1375) y de Peñacerrada, Lagrán y Marquínez (1377). También señor de Berberana, Mansilla, Morillas, Cuartango, Fresno, Varea, Revenga, Arreba, Berganzo y Saja | Hijo de Diego Pérez Sarmiento. Casado con Leonor Enríquez de Castilla, sobrina de Enrique II. | Portero mayor del rey y señor de Villalumbroso y Villatoquite con Juan I, entre otros cargos cortesanos.                                                                               |
| Pedro Ruiz Sarmiento                  | Señor de Ribadavia (1369) y Santa Marta, adelantado mayor de Galicia (1372), | Hijo de Diego Pérez Sarmiento | Juan I le nombró posteriormente señor de Sobroso, Val de Achas, Petán, Parada y Deva y mariscal de Castilla.                                                                           |
| Pedro López de Ayala                  | Señor de Arceniega, Orozco y Llodio (1371), alcalde mayor y merino de Vitoria (1374), alcaide mayor de Toledo (1375) | Hijo de Fernán Pérez de Ayala | Señor de Ayala y Canciller mayor de Castilla. Juan I le concedió también el señorío de Salvatierra                                                                                     |
| Juan Ramírez de Arellano el Mozo      | Señor de Cameros (1366) y de Arrúbal (1378) | | Señor también de diversos lugares en el reino de Navarra. |
| Bertrand du Guesclin                  | Duque de Molina y señor de Soria, Almazán, Atienza, Deza, Monteagudo de las Vicarías, Serón y Morón de Almazán (1369-1375) | | |
| Diego García de Toledo                | Señor de Cervera de los Montes, Mejorada y Segurilla (1368) | | |
| García Álvarez de Toledo              | Señor de Oropesa, Valdecorneja, Piedrahíta y La Horcajada (1366) | | |
| Juan Sánchez Manuel                   | Conde de Carrión (1368), Adelantado mayor de Murcia (1369), mayordomo mayor de la reina Juana Manuel de Villena y mayordomo de la infanta Leonor de Trastámara.                                                                                    | Primo de la reina Juana Manuel de Villena. | |
| Juan Fernández de Padilla             | Señor de Calatañazor (1370) | | |
| Pedro Enríquez de Castilla            | Conde de Trastámara, Lemos, Sarria, Viana y El Bollo, señor de Traba y Castro Caldelas (1371) | Hijo de Fadrique Alfonso de Castilla y sobrino de Enrique II. | También fue Pertiguero mayor de Santiago, comendero mayor de los obispados de Mondoñedo y Lugo y de numerosos monasterios gallegos, como el de Santa María de Meira y San Juan de Poyo |
| Alfonso Enríquez                      | Conde de Gijón y de Noreña, Señor de Cabrera y Ribera, Ribadesella, Villaviciosa, Nava, Laviana, Cudillero, Luarca, Pravia, Babias Argüellos (1372)                                                                                                | Hijo ilegítimo de Enrique II | |
| Fadrique de Castilla                  | duque de Benavente (1378-1394) | Hijo ilegítimo de Enrique II | |
| Juan Alonso Pérez de Guzmán           | conde de Niebla (1368 o 1371) | Contrajo un primer matrimonio con Juana Enríquez, hija de Fernando Enríquez —hijo de Enrique Enríquez el Mozo y Juana de Guzmán, hermana de Leonor de Guzmán, la madre de Enrique II. Se casó en segundas nupcias en 1390 con Beatriz de Castilla, hija ilegítima de Enrique II. | También señor de Sanlúcar y IV señor de Ayamonte, Lepe y La Redondela |
| Pedro Fernández de Velasco            | Señor de Medina de Pomar, Briviesca, Herrera de Pisuerga, Arnedo, Pico de Velasco, Salazar, Valdelaguna, Neila, entre otros. | | |
| Ambrosio Bocanegra                    | Señor de Linares (1372), de Palma del Río (1369) | | |
| Juan Téllez de Castilla               | Señor de Aguilar de Campoo, Castañeda, Berlanga, Monteagudo, Liébana y Valle de Toranzo | Sobrino de Enrique II. Hijo de Tello de Castilla | |
| Ruy Díaz de Rojas                     | Señor de Santa Cruz de Campezo (1367) | | |
| Per Afán de Ribera el Viejo           | Señor de Espera y Bornos | | |
| Pedro González de Mendoza             | Señor de Buitrago e Hita en 1368 | | |
| Diego Hurtado de Mendoza              | Señor de Cogolludo, Loranca de Tajuña, El Vado, Colmenar y El Cardoso y de la mitad del Real de Manzanares | Hijo de Pedro González de Mendoza. Casado en primeras nupcias con María Enríquez de Castilla, hija ilegítima de Enrique II. | |
| Arnao de Solier                       | Señor de Villalpando, Siruela, Gandul y Marchenilla (1369) | Padre de María de Solier, casada con Juan Fernández de Velasco Sarmiento. | Caballero francés llegado como capitán de las compañías blancas junto a Bertrand du Guesclin.                                                                                          |
| Alfonso de Aragón el Viejo            | Marqués de Villena, señor de Cifuentes y condestable de Castilla (1366) | Hijo del conde Pedro IV de Ribagorza y de Juana de Foix, nieto de Jaime II de Aragón y primo de Pedro IV de Aragón. | conde de Denia (desde 1355), conde de Ribagorza (desde 1361), duque de Gandía (desde 1399).                                                                                            |
| Pedro Le Vesque de Vilaines           | Conde de Ribadeo (1369) | | Caballero francés llegado con compañías blancas junto a Bertrand du Guesclin. |
| Bernardo de Bearne                    | Condado de Medinaceli (1368) | Hijo bastardo del conde de Foix Gastón Febo. Casado con Isabel de la Cerda, señora de El Puerto de Santa María y heredera de la casa de la Cerda | |
| Pedro Boil                            | Señor de Huete | Casado con Violante de Albornoz, hija de Álvar García de Albornoz. | Caballero aragonés, señor de Boil y capitán de Pedro IV "el ceremonioso" en la guerra de Valencia contra Pedro I de Castilla.                                                          |
| Álvar García de Albornoz              | Señor de Utiel y Moya, Alcocer, Salmerón y Valdeolivas (1371) | | Señor de Albornoz |
| Fernando Sánchez de Tovar             | Señor de Astudillo y Gelves | | Almirante de Castilla |
| Suero Pérez de Quiñones               | Adelantado mayor de León (otorgado por Pedro I pero ratificado por Enrique II), martiniega y portazgo en Astorga, la merindad de Oviedo, señor de Gordón, Gibraleón, Trigueros y Beas                                                              | | Muerto en la Batalla de Nájera. |
| Pedro Suárez de Quiñones              | Adelantado mayor de León y Asturias (1367) | Hijo de Suero Pérez de Quiñones | |
| Lope Gutiérrez de Córdoba             | Señor de Montilla (1371-1375), Señor de Guadalcázar (1375) | | |
| Gonzalo Fernández de Córdoba y Biedma | Señor de Guadalcázar (h. 1375), Señoríos de Aguilar y de Priego, | | |
| Men Rodríguez de Benavides            | Señor de Santisteban del Puerto | | Señor de Benavides |
| Orden de Santiago                     | Villa de Jerez de los Caballeros (1370) | | |
| Enrique de Castilla                   | Duque de Cabra y de Medina Sidonia y señor de Morón, Alcalá de los Gazules, Portillo y Aranda de Duero, (1378) | Hijo ilegítimo de Enrique II | |
| Juan Martínez de Luna III             | Señor de Alfaro, Cornago, Jubera y Cañete | | |
| Álvaro Pérez Osorio                   | Señor de Villalobos (1368) | | |
| Egas Venegas                          | Señor de Luque (1374) | | |
| Alonso Fernández Portocarrero         | Señorío de Villanueva del Fresno (confirmado por Enrique II). La mitad de las tiendas de las alcaicerías de Sevilla. Señor de Espera y Cebolla | | Señor de Moguer |
| Hugh Calveley                         | conde de Carrión (1366-1367) | | |
| Alfonso Fernández de Montemayor       | Adelantado mayor de Andalucía (1368), señor de Andújar, Arjona, Bailén, Linares, Salvatierra y Alcaudete, en el obispado de Jaén, y el señorío de Hornachuelos en el obispado de Córdoba                                                           | | |
| Alfonso Martínez de Ribera            | Señor de La Ventosa, Villarejo de la Peñuela, de Cabrejas, Anguix, San Pedro Palmiches y de Valmelero (otorgados por Alfonso XI pero confirmados por Enrique II en 1371)                                                                           | | |

Juan I:
- Alfonso Enríquez: Señorío de Medina de Rioseco
- Juan de Portugal, I duque de Valencia de Campos: Duque de Valencia de Campos (1387)
- Pedro de Lara: condado de Mayorga
- Diego Gómez Manrique de Lara (m. 1385):  Navarrete y al año siguiente lograba hacerse con el mayorazgo de Treviño y las villas de Villoslada, Lumbreras y
- Enrique Manuel de Villena:  señoríos de Montealegre, Meneses de Campos y Belmonte

Enrique III: 
- Alfonso Enríquez (conde de Gijón y de Noreña): conde de Noreña
- Martín Vázquez de Acuña: conde de Valencia de Campos (1397)
- Dionisio de Portugal: Señor de Cifuentes y Escalona (1392), casado con Juana Enríquez de Castilla, hija de Enrique II.
- Juan Alonso Pimentel y Fonseca: conde de Benavente

Juan II:
- Condado de Medellín

## Consecuencias y repercusiones
A corto plazo Enrique II consiguió consolidar su poder y su trono, asegurándose lealtad de los nobles y estabilizar el reino tras la guerra. Los nobles beneficiados se convirtieron en auténticos señores feudales con gran autonomía.
A largo plazo el poder real de debilitó, quedando el trono subordinado a los intereses de una nobleza fortalecida. La enorme influencia que la nobleza adquirió gracias a las mercedes enriqueñas y la fragmentación del poder generó constantes tensiones con la monarquía, que buscaba restaurar su autoridad, protagonizando la poderosa nobleza revueltas y guerras civiles durante los reinados posteriores, 
Este pulso entre Corona y nobleza definió la política castellana durante más de un siglo.
El sucesor de Enrique II, su hijo Juan I, intentó equilibrar el poder pero la nobleza mantuvo su fuerza gracias a las mercedes recibidas de su padre. A ello se sumó el apoyo que precisó por parte de esta en su intento de hacerse con el trono de Portugal, campaña que fracasó.
El siguiente monarca, Enrique III, aprovechó su mayoría de edad para reducir la influencia de la alta nobleza y restaurar parte del poder real, apoyándose en la pequeña nobleza y desplazando así a sus parientes más poderosos (como Alfonso Enríquez y Leonor de Trastámara), aunque sin confrontaciones abiertas. Derogó privilegios concedidos por sus predecesores a las Cortes de Castilla, como la alcabala y el derecho de asistir al Consejo Real, impulsó la figura de los corregidores en las ciudades, y saneó la economía del reino.
El reinado de Juan II de Castilla (1406-1454) estuvo marcado por conflictos internos y luchas de poder. Durante su minoría de edad, la regencia fue ejercida por su madre, Catalina de Lancaster, y su tío, Fernando de Antequera (posteriormente Fernando I de Aragón), lo que permitió la creciente influencia de los infantes de Aragón, hijos de Fernando, en la política castellana. Esta injerencia generó tensiones con la nobleza castellana, que buscaba preservar sus privilegios obtenidos durante las mercedes enriqueñas. Al asumir el poder, Juan II confió en Álvaro de Luna, su valido, quien trató de fortalecer la autoridad real y frenar el poder de la alta nobleza. Esto desencadenó una prolongada guerra civil entre el bando realista, liderado por Luna, y la facción nobiliaria aliada con los infantes aragoneses. Aunque Álvaro de Luna logró importantes victorias, su creciente poder y enemistades en la corte provocaron su caída y ejecución en 1453, evidenciando el triunfo momentáneo de la nobleza, lo que debilitó la monarquía y dejó un legado de inestabilidad para el reinado de Enrique IV.
A Juan le sucedió su hijo de Enrique IV de Castilla (1454-1474), cuyo reinado siguió marcado por la debilidad del poder real, la inestabilidad política y las luchas nobiliarias. Al inicio, Enrique confió en Juan Pacheco, marqués de Villena, quien acumuló un poder considerable y manejó la política castellana en beneficio propio, lo que provocó el descontento de otros nobles. La situación se agravó con las dudas sobre la paternidad de su hija Juana —apodada la Beltraneja por los rumores que la atribuían a Beltrán de la Cueva—, lo que llevó a la nobleza a cuestionar la legitimidad de la sucesión. En 1465, un sector de la aristocracia protagonizó la Farsa de Ávila, donde simbólicamente destronaron a Enrique y proclamaron rey a su hermanastro Alfonso. Tras la muerte prematura de Alfonso en 1468, el conflicto sucesorio se trasladó a Isabel, hermanastra de Enrique, quien tras firmar la Concordia de los Toros de Guisando fue reconocida como heredera. Sin embargo, el matrimonio de Isabel con Fernando de Aragón, sin el consentimiento real, reavivó las tensiones, derivando en una guerra sucesoria tras la muerte de Enrique en 1474 entre los partidarios de Juana y los de Isabel, dividiéndose el apoyo de la nobleza entre ambas, que culminó con la victoria de esta última y el inicio de la unión dinástica con Aragón.
La victoria de Isabel consolidó su trono y dio paso a la restauración del poder real junto a Fernando II de Aragón. Los Reyes Católicos emprendieron profundas reformas: reorganizaron la administración limitando la injerencia nobiliaria en los consejos, fortalecieron el poder militar con la creación de la Santa Hermandad para frenar abusos feudales y revisaron títulos y privilegios. Recompensaron a casas leales como la Casa de Mendoza, que se adaptó al nuevo orden y mantuvo su influencia en la corte, mientras que familias como la de Pacheco vieron reducidos sus privilegios por oponerse. Esta política transformó a la nobleza feudal en una nobleza cortesana subordinada a la Corona, permitió la centralización del poder y sentó las bases para la expansión internacional de Castilla bajo Carlos I y Felipe II, contribuyendo a la formación del Imperio Hispánico.